# 1872 en Nouvelle-Écosse
Chronologie de la Nouvelle-Écosse
- 1868
- 1869
- 1870
- 1871
- 1872
- 1873
- 1874
- 1875
- 1876

Cette page concerne les événements survenus en 1872 dans la province canadienne de la Nouvelle-Écosse.

## Politique
- Premier ministre : William Annand (Parti anti-confédération-libéral)
- Chef de l'Opposition : Hiram Blanchard (Parti conservateur)
- Lieutenant-gouverneur : Charles Hastings Doyle
- Législature : 25e (en)

## Événements
- 12 octobre : Le Parti conservateur de John A. Macdonald remporte l'élection fédérale d'un deuxième mandat majoritaire : il obtient 103 députés contre 95 pour les libéraux, 2 conservateurs indépendants, 2 libéraux indépendants, 1 indépendant et 1 conservateur-travailliste. En Nouvelle-Écosse, le résultat est de 8 libéraux, 7 conservateurs et 6 libéral-conservateurs.
- 16 octobre : Le Parti conservateur remporte l'élection partielle provinciale d'Inverness (en) et de Pictou (en), tandis le Parti libéral conserve Yarmouth (en).

## Décès
- 15 décembre : William Garvie (en), député provincial d'Halifax (en) (1871-1872).